# Лукас Риджестон
Лукас Риджестон (англ. и словац. Lukas Ridgeston; род. 1974) — словацкий порноактёр
, модель, фотомодель, кинооператор и порнорежиссёр
.
Родился 5 апреля 1974 года в Братиславе (тогда — Чехословакия). Так как кинокомпания Bel Ami строго охраняет частную жизнь своих актёров (в частности, их настоящие имена), то о его личной жизни информации мало. Известно, что в 1999 году он получил университетский диплом по специальности «архитектура». Будучи владельцем автомобиля Mini, он состоит в ассоциации владельцев Mini Cooper и однажды выиграл гонку, устроенную ассоциацией.
Псевдоним был придуман издателями американского эротического журнала Freshmen, которые не хотели использовать имена из стран социалистического лагеря и выбрали более привычное англоязычному читателю «Lucas Ridgeston». В киностудии Bel Ami имя скорректировали на «Lukas», что более соответствует правилам чешской и словацкой грамматики.
В 2005 году он завершил карьеру актёра и с тех пор работает как оператор и режиссёр. В 2013 году вернулся к актёрской карьере.

## Награды
- 1996: Adult Erotic Gay Video Awards[англ.] («Grabbys») награда «Hot Shots», получил вместе с Коулом Янгблудом[англ.]
- 1999: по итогам голосования среди читателей журнала Unzipped вошёл в «Best Erotic Video Performers of the Millennium»
- 2000: GayVN Awards[англ.]
- 2002: читатели журнала Unzipped назвали его «Hottest Porn Star of All Time»
- 2006: GayVN Awards «Best Actor in a Foreign Release» за фильм Lukas in Love 3

## Избранная фильмография
- Boytropolis (aka A Man's World) (1993)
- Lukas' Story Series of three films (1994-1995)
- Frisky Summer 2: Sebastian (1996)
- Lucky Lukas (1998)
- All About Bel Ami (2001)
- Lukas in Love Series of two films (2005)
- The Private Life of Tim Hamilton (2006)
- Thinking XXX (HBO documentary, 2005)
- Forever Lukas (2013)

## Режиссёрские работы
- 101 Men Part 9 (2001)
- 101 Men Part 10 (2001)
- 101 Men Part 11 (2002)
- 101 Men Part 12 (2002)
- Personal Trainers: Part 7 (2003)